# Рулонний фільтр

Схема рулонного фільтра (два варіанта). 1 — котушка; 2 — ролики; 3 — фільтрувальний матеріал; 4 — камера; 5 — нижня котушка.

Рулонні фільтри застосовують для очищення повітря від пилу в системах припливної вентиляції та кондиціонування повітря при запиленості менше 10 мг / м³.
Рулонний фільтр являє собою камеру 4, у верхній частині якої розташована котушка 1 з намотаним на неї фільтрувальним матеріалом 3. Край матеріалу пропускають через щілини камери і, огинаючи ролики 2, закріплюють на нижній котушці 5. Стрічка приводиться в рух спеціальним приводним механізмом нижньої котушки. При досягненні заданого перепаду тисків на фільтрувальній поверхні стрічка матеріалу перемотується на певну довжину.
Довжина матеріалу в рулоні близько 10 м. У ролі фільтрувального матеріалу використовують різні ткані і неткані матеріали з натуральних, синтетичних та мінеральних волокон. Фільтрувальну тканину в рулонних фільтрах, як правило, не регенерують. Для зниження опору і підвищення продуктивності камер рулонних фільтрів збільшують площу фільтрувальної поверхні розміщуючи фільтрувальну тканину зигзагоподібно. Валки приводяться в рух за допомогою ланцюгової передачі від приводного механізму, що обертає нижню котушку.
Важлива умова нормальної експлуатації тканинних фільтрів — підтримання оптимальної температури газів, що очищаються на вході у фільтр. При робочих температурах газів, що перевищують допустиму межу температури для тканини даного типу, різко скорочується термін її служби. При фільтруванні газів з температурою нижче точки роси на поверхні тканини може з'явитися водяна пара, що призводить до зниження газопроникності тканини, корозії апарату і утворення осадів.